# Anima tormentata
Anima tormentata è un film muto italiano del 1919 diretto da Mario Caserini.